# Кроноборгский уезд
Кроноборгский уезд (швед. Kronoborgs härad, фин. Kurkijoen kihlakunta — административно-территориальная единица Выборгской губернии. Центр — Кроноборг. Образован из Южно-Кексгольмского уезда, упразднён вместе с губернией в 1940 году. Ныне значительная часть уезда с бывшим центром входит в Лахденпохский район Карелии.

## История
После присоединения Выборгской губернии к Великому княжеству Финляндскому в 1811 году из части земель разукрупнённого Южнокексгольмского уезда в 1818 году был образован Среднекексгольмский уезд. С 1863 года уезд стал называться Кроноборгским. Первоначально подразделялся на кирхшпили (приходы, погосты, волости) во главе с ленсманами. К 1910 году подразделялся на 3 прихода (волости):
- Кроноборг;
- Париккала;
- Яккима.

По состоянию на 1910 год площадь уезда составляла 2116,7 км², а население (на 31.12.1908) — 37 290 чел.
К 1940 году уезд подразделялся на 7 волостей (общин): 
- Лахденпохья;
- Лумиваара;
- Куркиёки;
- Париккала;
- Саари[фин.];
- Симпеле[фин.];
- Яккима.

По состоянию на 01.01.1938 площадь уезда составляла 2175,11 км², а население (на 31.12.1939) — 42 949 чел.
Согласно условиям Московского мирного договора большая часть Выборгской губернии, включая значительную часть Кроноборгского уезда, отошла от Финляндии к СССР, вследствие чего уезд был упразднён, а его центр стал райцентром вновь образованного Куркиёкского района.